# Bandeira e escudo de Ceuta

Bandeira de Ceuta

Brasão de Ceuta

Esta bandeira proveio da conquista de Ceuta por Portugal na manhã de 22 de Agosto de 1415 e, segundo Gomes Eanes de Azurara, nessa altura, foi pedido a D. João Vasques de Almada que a hasteasse.
Esta cidade norte-africana só passou para posse espanhola em 1640, tendo sido administrada por portugueses mesmo durante o domínio filipino (1580-1640).
O desenho da bandeira, gironado de oito peças de negro e prata, exibe a clara ligação à capital portuguesa  e à sua bandeira de Lisboa, cidade de onde proveio a armada que conquistou Ceuta. Note-se que a Espanha considera esta sua praça como território metropolitano, sendo esta bandeira, embora originalmente apenas da cidade, equiparada às das outras comunidades autónomas.

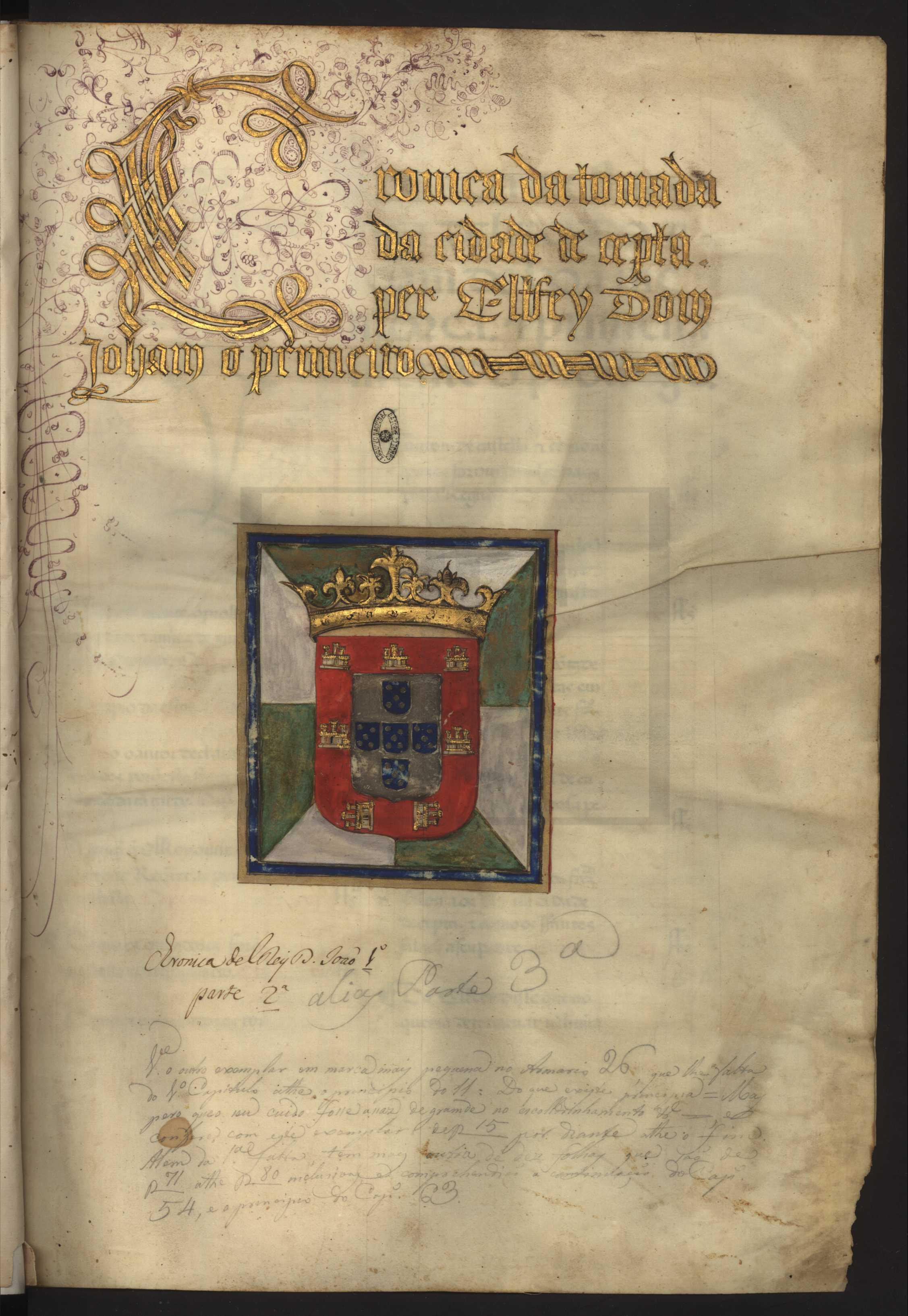
Iluminura do séc. XV ao XVI semelhante à bandeira e ao brasão de Ceuta, presente na «Crónica da tomada de Ceuta por D. João I, terceira parte, por Gomes Eanes de Zurara».

A ligação a Portugal é ainda mais intensa no brasão, colocado centralmente na versão "estatal" desta bandeira: trata-se das armas portuguesas, do Reino de Portugal, de tal como se usavam na época da sua dominação do território (incluindo a coroa real aberta, diferenciadas apenas no uso de torres e não de castelos na bordadura, e na posição destes, em 2+2+2+1 em vez de 3+2+2).